# Jari Rantanen
Pour les articles homonymes, voir Rantanen.
Jari Rantanen (né le 31 décembre 1961 à Helsinki en Finlande) est un joueur de football international finlandais.

## Palmarès

### En club
- Vainqueur de la Coupe de l'UEFA en 1987 avec l'IFK Göteborg
- Champion de Finlande en 1981, en 1985 et en 1990 avec l'HJK Helsinki
- Champion de Suède en 1987 avec l'IFK Göteborg
- Vainqueur de la Coupe de Finlande en 1981, en 1984 et en 1996 avec l'HJK Helsinki

### En équipe de Finlande
- 29 sélections et 4 buts entre 1984 et 1989

### Distinction individuelle
- Élu meilleur footballeur de l'année du championnat finlandais en 1993